# Mareil-le-Guyon
Mareil-le-Guyon ist eine französische Gemeinde mit 413 Einwohnern (Stand: 1. Januar 2022) im Département Yvelines in der Region Île-de-France. Sie gehört zum Arrondissement Rambouillet und zum Kanton Aubergenville (bis 2015: Kanton Montfort-l’Amaury). Die Einwohner werden Mareillois genannt.

## Geographie
Mareil-le-Guyon befindet sich etwa 36 Kilometer westsüdwestlich von Paris. Die Gemeinde gehört zum Regionalen Naturpark Haute Vallée de Chevreuse. Umgeben wird Mareil-le-Guyon von den Nachbargemeinden Neauphle-le-Vieux im Norden, Bazoches-sur-Guyonne im Süden und Osten sowie Méré im Westen.
Am Nordrand der Gemeinde führt die Route nationale 12 entlang.

## Bevölkerungsentwicklung
| Jahr                      | 1962 | 1968 | 1975 | 1982 | 1990 | 1999 | 2006 | 2013 |
| Einwohner                 | 228  | 215  | 209  | 281  | 267  | 348  | 408  | 366  |
| Quelle: Cassini und INSEE |      |      |      |      |      |      |      |      |

## Sehenswürdigkeiten

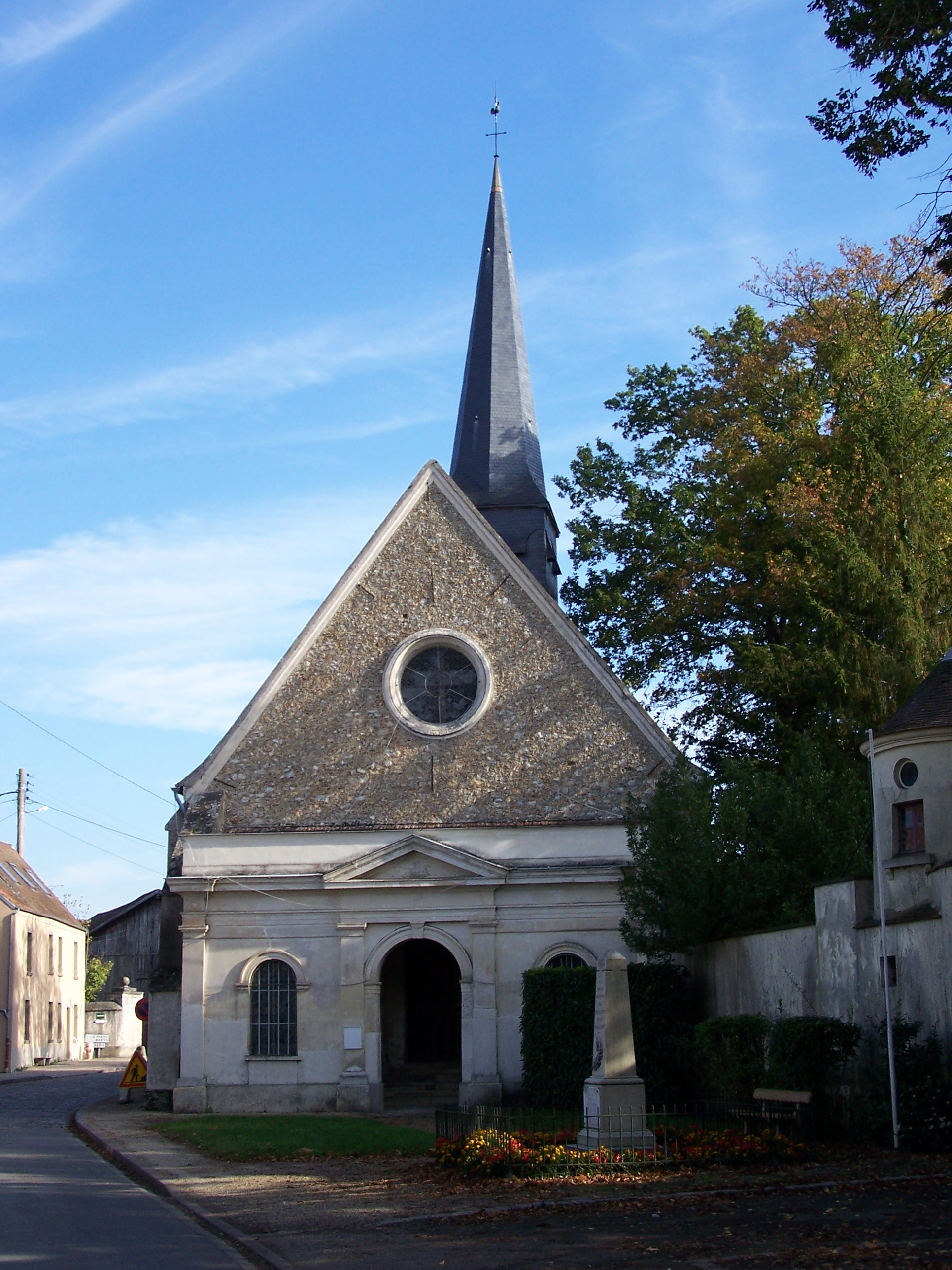
Kirche Saint-Martin
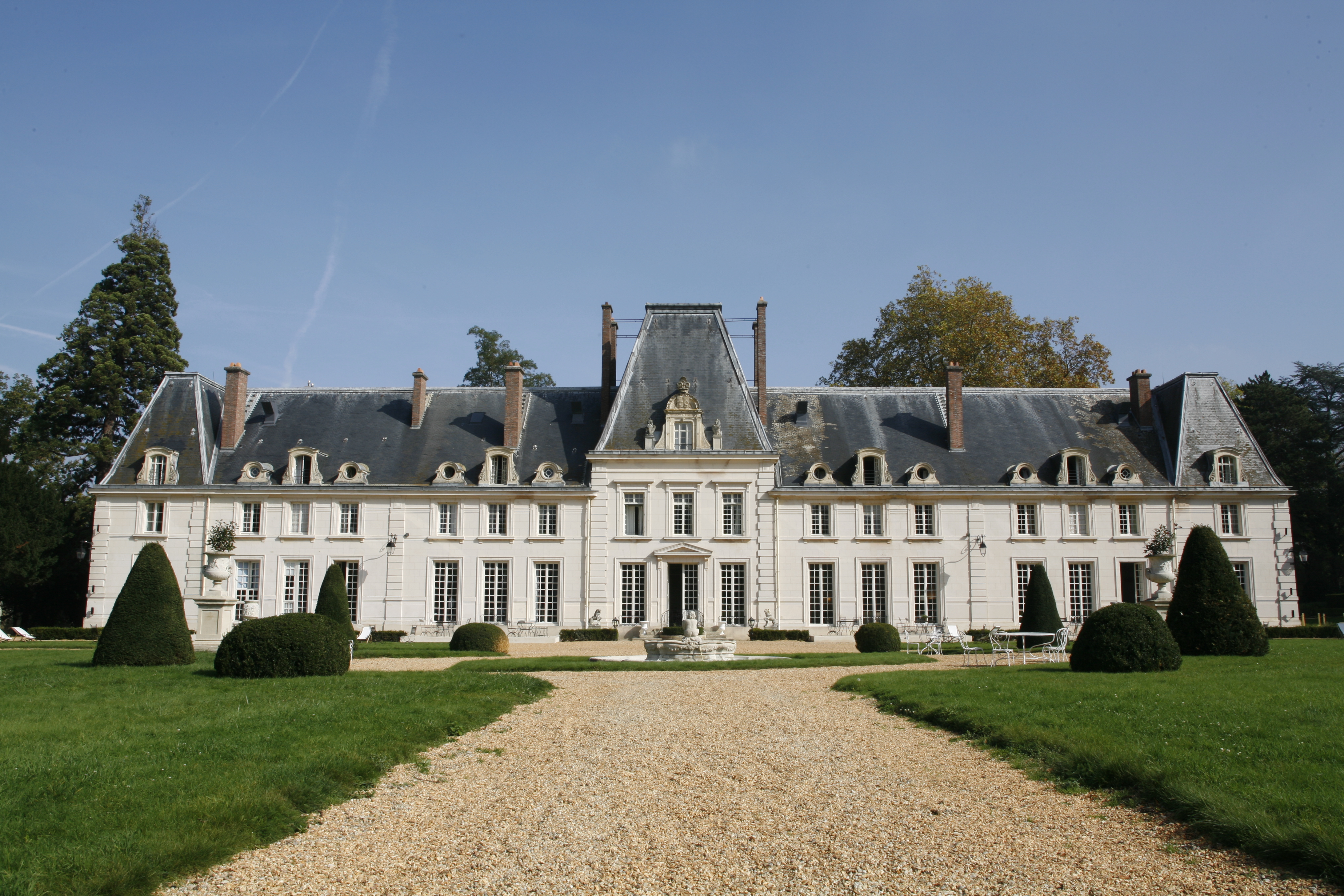
Schloss Mareil

- Kirche Saint-Martin
- Schloss Mareil